# Heterauge
Heterauge is een geslacht van vlinders van de familie snuitmotten (Pyralidae), uit de onderfamilie Chrysauginae.

## Soorten
- H. albilineata Hampson, 1916
- H. sarcalis Hampson, 1906